# Mon Dieu
Mon Dieu (französisch Mein Gott) ist ein 1960 veröffentlichtes Lied von Édith Piaf. Der Liedtext stammt von Michel Vaucaire (1904–1980), die Musik von Charles Dumont (* 1929). Piaf konnte mit Mon Dieu nicht an den großen Erfolg ihres Vorgängerchansons Milord (1959) anknüpfen, der 1960 zur meistverkauften Single in Deutschland avancierte.
Es gibt Liedfassungen, in denen Édith Piaf das Original auf Französisch, aber auch auf Englisch eingesungen hat. Das Lied wurde von anderen Sängern, so auch von Mireille Mathieu und Angèle Durand, gecovert, zuletzt von Elaine Paige in ihrem 1994 veröffentlichten Album Piaf.